# Besidkî, Slavuta
Besidkî (în ucraineană Бесідки) este un sat în comuna Hvoșcivka din raionul Slavuta, regiunea Hmelnîțkîi, Ucraina.

## Demografie
Componența lingvistică a localității Besidkî
     Ucraineană (100%)
Conform recensământului din 2001, toată populația localității Besidkî era vorbitoare de ucraineană (100%).